# Chris Hedges
Christopher Lynn Hedges (ur. 18 września 1956) – amerykański dziennikarz, pisarz i korespondent wojenny. Jest specjalistą od polityki i społeczeństw Bliskiego Wschodu. Obecnie powiązany z telewizją Russia Today.

## Życiorys
Hedges urodził się w Saint-Johnsbury w stanie Vermont. Jest synem prezbiteriańskiego pastora. Otrzymał dyplom z literatury angielskiej na Colgate University. Spędził niemal 20 lat pracując jako korespondent zagraniczny głównie w Ameryce Środkowej, Afryce, na Bałkanach i Bliskim Wschodzie. Pisał sprawozdania z ponad 50 krajów na całym świecie, przez 15 lat (1990–2005) był korespondentem wojennym dla New York Times. Był członkiem zespołu reporterów gazety New York Times, który otrzymał w roku 2002 Nagrodę Pulitzera za relacje nt. globalnego terroryzmu. Również w 2002 roku otrzymał nagrodę od Amnesty International za działalność na rzecz praw człowieka. Wykładał na Columbia University, New York University, Princeton University oraz Toronto University.
Jest żonaty z kanadyjską aktorką Eunice Wong, mają dwoje dzieci. Hedges ma również dwoje dzieci z poprzedniego małżeństwa. Zna język arabski, francuski, hiszpański. Studiował Łacinę i klasyczną Grekę w Harvard University.
Określa siebie jako socjalistę, a dokładniej jako chrześcijańskiego anarchistę identyfikującego się w szczególności z poglądami działaczki katolickiej Dorothy Day.

## Twórczość
- War Is a Force That Gives Us Meaning (2002)
- What Every Person Should Know About War (2003)
- Losing Moses on the Freeway (2005)
- American Fascists (2007)
- I Don’t Believe in Atheists (2008)
- Collateral Damage (2008)
- Empire of Illusion (2009)
- Death of the Liberal Class (2010)
- The World As It Is (2011)